# 홍순표
홍순표(洪淳杓, 1930년~2018년)는 제19대 제주지방법원장을 역임한 법조인이다.
제주출신인 홍순표는 1980년 8월~1981년 4월까지 제주지방법원장을 역임하였으며 81년 제5공화국의 출범과 함께 제주지방법원장의 자리에서 물러나게 된 이후 서울 신사합동법률사무소에서 변호사 활동을 하였다.
화랑무공훈장 수훈자였던 홍순표는 2018년 9월 영면 후 국립서울현충원에 안장되었다. 